# Trumpet (Herefordshire)
Trumpet – wieś w Anglii, w hrabstwie Herefordshire. Leży 15 km na wschód od miasta Hereford i 175 km na zachód od Londynu.